# Schalders

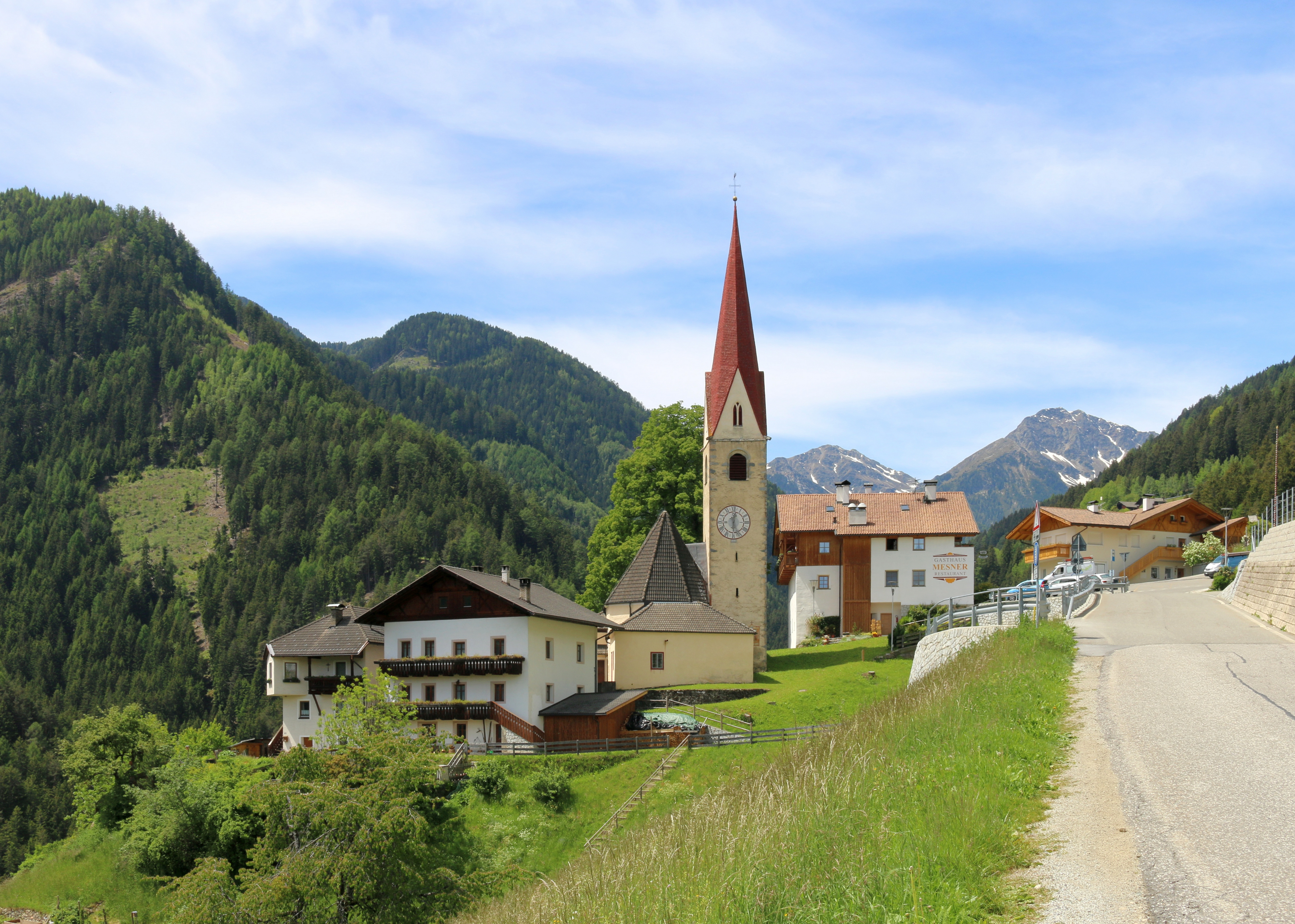
Blick auf Schalders

Schalders (italienisch Scaleres) ist ein Dorf in Südtirol und eine Fraktion der Gemeinde Vahrn. Die Ortschaft liegt auf rund 1150 m Höhe im Schalderer Tal, einem Seitental des Eisacktals in den Sarntaler Alpen. Schalders hat etwas weniger als 300 Einwohner und ist für den Kraftverkehr nur über die in Vahrn ihren Ausgangspunkt nehmende Talstraße erreichbar.

## Beschreibung
Das Dorf besteht aus einem kleinen Ortskern, in dem sich die Pfarrkirche zum Hl. Wolfgang und eine Grundschule für die deutsche Sprachgruppe befinden, sowie auf den Südhängen des Tals verstreuten Gehöften. Direkt am Schalderer Bach befindet sich Wildbad Schalders, das früher für sein eisenhaltiges Wasser, dem Heilwirkung zugeschrieben wurde, als Bauernbad bekannt war.
Der Ortsname ist in einer lateinischen Traditionsnotiz von Stift Neustift aus dem Jahr 1142 ersturkundlich genannt, als ein Reinpertus de Sebene (Säben) ein Stück Land auf dem mons Scaleres übergibt. 1174/77 wurde das von Bischof Richer von Brixen neu gegründete Hl.-Kreuz-Spital in Brixen mit Grundstücken und einem Hof in Schalders ausgestattet. Bis 1929 war Schalders eine eigenständige Gemeinde.

## Bad Schalders
Im Jahr 1666 wurde in Schalders im Auftrag des Klosters Neustift in Holz ein Badehaus errichtet. Da das sehr eisenhaltige Wasser als „Kaltwasserheilanstalt“ genutzt wurde, waren Adel und Vertreter des Klerus stets Gast in Schalders. Fürstbischof Paulinus Mayr ließ im Jahre 1682 eine Kapelle als Jagdschloss errichten. 1904 brannten die Badehäuser komplett nieder und wurden nochmals aufgebaut, bis sie dann im Jahr 1999 komplett abgerissen wurden. Heute findet man dort nur noch das alte „Wirtshaus“ welches aber nicht mehr der Öffentlichkeit zur Verfügung steht.

## Persönlichkeiten
- Anton Schatz (* 1917 in Schalders; † 1964 in Brixen), Jurist und Politiker
- Luis Zingerle (* 1933 in Schalders; † 2022 in Raas), Südtiroler Politiker